# Chi scherza col fuoco
Chi scherza col fuoco (Donde hubo fuego) è un serial televisivo messicano ideato da José Ignacio Valenzuela e prodotto da Argos Media Group e Malule Entertainment e distribuito in streaming a partire dal 17 agosto 2022 sulla piattaforma Netflix. Protagonisti sono Iván Amozurrutia, Esmeralda Pimentel e Eduardo Capetillo; altri interpreti principali sono Itatí Cantoral, Oka Giner, Humberto Busto, Antonio Sotillo, Polo Morín, Daniel Gama, Ana Jimena Villanueva, Nahuel Escobar, Rebeca Herrera, Mónica Guzmán e Giovanna Reynaud.
La fiction consta di un'unica stagione, composta da 39 episodi, della durata di circa 35-40 minuti ciascuno.

## Trama
Città del Messico: dopo che il fratello gemello Daniel, un giornalista che stava seguendo una nuova pista sui delitti di un serial killer noto come "il macellaio di Reynosa" (responsabile della morte di varie donne, tra cui quella della madre), viene ritrovato assassinato in un bosco, il giovane Alfonso "Poncho" Quiroga viene avvicinato da Elías Solórzano, un giornalista amico di Daniel, che lo convince ad indagare sul delitto: secondo il giornalista, le indagini si dovrebbero concentrare su una caserma di pompieri intitolata al comandante Raúl Padilla Arellano e, per fare questo, Poncho deve arruolarsi nel corpo. Nel frattempo, Poncho nel club dove lavora come spogliarellista, conosce una giovane donna di nome Olivia con la quale intreccia una relazione, senza sapere che l'avrebbe poi ritrovata come collega nella caserma dei pompieri.
Poco dopo l'arruolamento di Poncho, il comandante della caserma Padilla rimane ucciso in un'esplosione assieme al giornalista che aveva parlato con Poncho. Nella caserma arriva così un nuovo comandante, Ricardo Urzúa, che, all'insaputa di tutti, è appena uscito di prigione dopo aver scontato ingiustamente 25 anni con l'accusa di essere il macellaio di Reinosa e che è anche il padre di Poncho.
In seguito, Poncho viene affiancato nelle indagini sul macellaio di Reinosa da Leonora, l'ex-fidanzata del fratello che si spaccia per giornalista, ma che in realtà fa parte del corpo di polizia e che era sfuggita al killer.

## Puntate
| Stagione       | Puntate | Prima TV |
| -------------- | ------- | -------- |
| Prima stagione | 39      | 2022     |

## Personaggi e interpreti
- Alfonso "Poncho" Quiroga, interpretato da Iván Amozurrutia. Ex-spogliarellista in un night club, si arruola nel corpo dei vigili del fuoco per indagare sulla morte del fratello e sul "macellaio di Reynosa".[3][10][5][6][8][12]
- Olivia Serrano, interpretata da Esmeralda Pimentel. Unica donna della squadra di vigili del fuoco, diventa la ragazza di Poncho, al quale però nasconde un segreto.[7]
- Ricardo Urzúa, interpretato da Eduardo Capetillo (da uomo maturo) e da Eduardo Capetillo Jr. (da giovane).[6] È il padre di Poncho: appena uscito di prigione dopo essere ingiustamente accusato di essere il "macellaio di Reynosa", si fa passare per il nuovo comandante della caserma "Padilla" per stare accanto al figlio, ignaro del legame.
- Gloria "Glorita" Carmona Padilla, interpretata da Itatí Cantoral. Vedova del comandante di vigili del fuoco Raúl Padilla Arellano, a cui è intitolata l'omonima caserma, è titolare di una piccola pensione a gestione familiare situata proprio di fronte alla caserma.[4]  Si prende una cotta per Ricardo.
- Leonora Robledo, interpretata da Oka Giner (ep. 1-25). Poliziotta sotto copertura, era la ragazza di Daniel Quiroga, il fratello di Poncho.[4][12]
- Ángel Linares, interpretato da Humberto Busto. È il vice-comandante della caserma "Padilla".
- Alejandro Molina, interpretato da Antonio Sotillo. È uno dei pompieri della caserma "Padilla".
- Julián Montoya, interpretato da Polo Morín. È uno dei pompieri della caserma "Padilla". È tormentato dalla tragica morte del fratello avvenuta quando era un bambino e di cui si sente responsabile ed è dedito all'autolesionismo.[4]
- Gerardo Figueroa, interpretato da Daniel Gama. Pompiere nella caserma "Padilla", pur essendo fidanzato con Mayte, nutre dei sentimenti nascosti per il suo migliore amico Fabio.[13]
- Ana Linares, interpretata da Ana Jimena Villanueva. Sorella di Ángel, lavora come psicoterapeuta all'interno della caserma "Padilla"; divorziata con una figlia, ha una relazione con il pompiere Alejandro Molina.[12][14]
- Fabio Padilla, interpretato da Nahuel Escobar. Figlio unico di Gloria, è innamorato del suo migliore amico Gerardo.[13][12]
- Rosario Sarmiento, interpretata da Rebeca Herrera.  Fidanzata di Julián, è una modella e influencer e aspirante attrice ospitata nella pensione di Gloria, che dovrà affrontare un cancro al seno.[12][15]
- Penélope detta "Lopita", interpretata da Mónica Guzmán. Ospite della pensione di  Gloria, da cui spia lo spogliatoio dei pompieri attraverso un telescopio, è amica di Rosario. Ha un passato difficile e la madre è in carcere per l'omicidio del marito violento; si innamora di Ángel.[16]
- Mayte, interpretata da Giovanna Reynaud. È la fidanzata di Gerardo e sogna di diventare una cantante famosa.[12]
- Noé Serrano Diccarey alias Hugo González Cortez, interpretato da Plutarco Haza (da uomo maturo) e da Manuel Alcaraz (da giovane).[17] Ex-poliziotto da tutti creduto morto e padre adottivo di Olivia nonché padrino di Poncho, è il serial killer noto come "macellaio di Reinosa".[18]
- Esteban,  Everardo Arzate. Poliziotto, è il collega di Leonora.
- Gaby, interpretata da Tamara Mazzarasa. È una ragazza che intreccia una relazione a tre con Alejandro Molina e Ana Linares, rimanendo poi incinta di Alejandro.[12]
- Erick, interpretato da José Manuel Rincón. È il fratellastro di Fabio, nato da una relazione extraconiugale del marito di Gloria. Si innamora di Rosario, aiutando la ragazza ad affrontare la malattia.
- Fátima, interpretata da Valeria Burgos. È una ragazza che, durante un'emergenza, viene fatta partorire da Julián e della quale quest'ultimo poi si innamora.
- Daniel Quiroga, interpretato da Mauricio Hénao. È il defunto fratello di Poncho.
- Elías Solórzano, interpretato da Javier Díaz Dueñas. È un giornalista che era amico di Daniel Quiroga e che si mette in contatto con Poncho poco prima di essere ucciso a sua volta.

## Produzione
La sceneggiatura venne realizzata nell'arco di due anni. La fiction venne poi girata tra l'agosto e il novembre 2021.
La fiction segnò il ritorno sugli schermi, dopo circa 10 anni di assenza a causa di un cancro alla pelle, dell'attore Eduardo Capetillo. Nel serial, Capetillo recita per la prima volta al fianco del figlio Eduardo Capetillo jr.
La fiction ha reso omaggio al comandante dei vigili del fuoco Raúl Esquivel Carbajal (morto nel 2022 a 77 anni) , mentre ad ispirare il personaggio di Olivia è stata una donna di nome Brenda, che ha fatto carriera nel corpo dei vigili del fuoco.

## Distribuzione
Il serial è stato distribuito con i seguenti titoli:
- Donde hubo fuego (titolo originale in spagnolo)
- High Heat (Paesi di lingua inglese)
- Sous la braise (Paesi di lingua francese)[1]
- Glühendes Feuer (Paesi di lingua tedesca)[8]
- Chi scherza col fuoco (titolo in italiano; non doppiato)[11]